# 北福島タクシー
株式会社 北福島タクシー（きたふくしまタクシー）は、福島県福島市に本社を置くタクシー事業者である。福島市周辺を営業エリアとしたタクシー事業の他、介護タクシーや介護施設運営を始めとした介護事業を行っている。

## 事業
タクシー事業
ハイブリッドカーやプラグインハイブリッドカーを積極的に採用しており、県内のタクシー事業者で唯一交通エコロジー・モビリティ財団のグリーン経営認証を受けている。2014年（平成26年）9月より全車でクレジットカードが使えるようになった。保有車両はジャンボタクシー2台、小型タクシー29台、旧みどりトランセ所属小型タクシーが6台。トヨタ・クラウンコンフォート、トヨタ・プリウス、トヨタ・アリオン等を使用している。
- 観光タクシー

観光専用ドライバーによる貸切運行を行っている。また、社内で設定された福島市や会津、裏磐梯、喜多方、三春、二本松方面の周遊ルートを国土交通省認可の特別料金で巡るプランも設けている。
- 介護タクシー
  - 2001年（平成13年）に福島市内では初となる介護保険適用の介護タクシー事業を開始した。所属ドライバーのうち11名が介護福祉士の資格を保有している。車椅子仕様車を8台、ストレッチャー搭載可能車を3台保有しており、福島市内において最大規模で運営している。

- 子育てタクシー
  - 全国子育てタクシー協会に加盟しており、子供の送迎などを行っている。利用には事前の電話相談・登録が必要。

- マタニティタクシー
  - 妊婦の急な陣痛などに対応したサービスで、市内産婦人科のパンフレットから事前登録をして利用できる。破水など不慮の事態に備え防水シートを備えており、ドライバーによる病院内への送迎も行われる。

民間救急事業
「福島民間救急サービス」として活動しており、福島市消防本部の認定第一号となる事業者である。8人の消防本部の認定を受けた社員が在籍しており、高規格救急車に準じた装備の車両2台保有している。2014年（平成26年）には福島市と災害時の救急車両派遣について協定を締結した。また、毎年10月の福島市総合防災訓練や、8月に伊達市で行われる伊達ももの里マラソンの救護などに参加している。
介護事業
訪問介護、居宅介護支援やサービス付き高齢者向け住宅、通所介護施設の運営を行っている。

## 沿革
- 1970年（昭和45年）10月 - 創業
- 2001年（平成13年） - 福島市内で初となる介護保険適用介護タクシー事業を開始。
- 2014年（平成26年）
  - 8月
    - 福島市と大規模災害時に福島民間救急サービスの車両を派遣出動させる協定を締結。
    - 小型タクシー全車がクレジットカード対応化。

  - 9月 - タクシー全車両にデジタルタコグラフとドライブレコーダーを搭載。
  - 10月 - 福島市総合防災訓練に参加。
- 2015年（平成27年）8月 - 福島県との間で「地球温暖化防止のための福島議定書」を締結[3]。翌年2月温室効果ガス排出量を平成25年対比3％削減する目標を達成したことにより認定書が県より交付された。
- 2016年（平成28年）
  - 3月 - 福島市地域見守りネットワークに参画[4]。
  - 11月 - グループ会社のみどりトランセ（福島市渡利に本社があった三共タクシーを元とする）を統合。
  - 12月 - 経済産業省のおもてなし企画認証に認証登録される。